# كوربي فلوود
كوربي فلوود، كتاب للأطفال صدر عام 2005 من تأليف بول ستيوارت ورسوم كريس ريدل، وقد نال الجائزة الفضية لجائزة نستله لكتب الأطفال.

## ملخص الرواية
كوربي فلوود فتاة عادية تنتمي إلى عائلة بسيطة، وجدت نفسها على متن السفينة العملاقة إس إس يوفونيا، التي كانت تُعرف فيما مضى باسم إمبراطورة البحار قبل أن تتحول إلى سفينة شحن تنقل عددًا محدودًا من الركاب. ضمت الرحلة عائلتها، والقبطان، والملازم ليتشوورث كريسب، والمهندس الثالث، والسيد والسيدة هاتينسويلر، والرجل الغامض في الكابينة 21، إضافة إلى جماعة المهرجين الغامضة.
رحلة آل فلود كانت باتجاه هاربور هايتس لإنشاء مدرسة جديدة للأطفال، بينما يسعى السيد فلود إلى العمل في تصميم المظلات، بعدما أصابته تجربة مهندس بخيبة أمل كبيرة إثر انهيار أحد الجسور التي بناها.
وسط هذه الرحلة، كان على كوربي مواجهة الملازم المزعج الذي يبدي اهتمامًا مفرطًا بأختها الكبرى، والتعامل مع شغب إخوتها الأربعة، وكشف لغز العلاقة بين جماعة المهرجين ولحن حزين يثير الريبة، وصولًا إلى عودتها إلى السفينة بعد أن أُخذت إلى مكان غريب وهي ترتدي زي نحلة طنانة.
اللافت أن أسماء بعض الشخصيات  وربما جميعها  استُمدت من أسماء خطوط طباعية مثل غاراموند، وفرانكلين جوثيك، وتايمز رومان، وبالاتينو، حيث حمل معظم أعضاء جماعة المهرجين أسماء مستوحاة من هذه الخطوط. 